# Флотская улица (Кронштадт)
Фло́тская улица — улица в Кронштадте. Соединяет улицу Рошаля и проспект Ленина между улицами Советской и Восстания.
Нумерация домов осуществляется с востока на запад. Протяжённость магистрали — 750 метров.

## История
Известна с 1788 года как Павловская улица; 2 ноября 1918 года получила своё нынешнее название.

## Достопримечательности
- Четырёхугольник, образуемый современными улицами Советской, Карла Маркса, Флотской и Рошаля подвергся активной застройке при Екатерине II, когда в 1776—1787 годах были построены первый, второй, третий и четвёртый офицерские флигели из планировавшихся шести. Остальные два были построены в 1837 (пятый) и в 1842 годах (шестой) уже при Николае I, несмотря на то что были спроектированы ещё в последней четверти XVIII века[5]. Из-за отказа перевода Адмиралтейства в Кронштадт, строительство ограничили шестью служительскими флигелями и шестью офицерскими[6]. Современные адреса служительских флигелей — Флотская улица, дома 2, 4, 6 (4Л), 8, 10, 12.
- Дом 2 (сквер между улицами Флотской и Восстания) — памятный знак «Подвигу подводников-балтийцев в годы Великой Отечественной войны» (рубка подводной лодки С-156 «Комсомолец Казахстана»). Открыт 9 мая 2000 года (арх. С. А. Семёнов)[7].
- Дом 4

1. Памятник А. Г. Желязнякову (бюст). Открыт в 1941 году (арх. В. С. Чеботарёв)[8].
2. Памятник И. Д. Сладкову (бюст). Открыт в 1940 году (арх. В. С. Чеботарёв)[9].

- Владимирский собор — находится на проспекте Ленина у окончания Флотской улицы.

- Памятник (рубка подводной лодки С-156 «Комсомолец Казахстана»)
- Памятный знак «Подвигу подводников-балтийцев в годы Великой Отечественной войны»
- Территория служительских флигелей
- 3-й служительский флигель
- Территория служительских флигелей
- Перспекива Флотской улицы с Владимирским собором

## Организации
- Дом 5 — Центральная районная детская библиотека;
- Дом 10/12 — детский сад № 6 общеразвивающего вида с приоритетным осуществлением интеллектуального и художественно-эстетического развития воспитанников[10];
- Дом 13А — территориальная организация общероссийского профсоюза рабочих и служащих ВМФ России[11];
- Дом 25 — редакция газеты «Кронштадтский вестник»[12].

## Пересечения
С востока на запад:
- улица Восстания;
- улица Рошаля;
- Никольский переулок;
- Красный переулок;
- улица Карла Маркса;
- проспект Ленина.